# 1966 chez Disney
L'année 1966 au sein de la société Walt Disney Productions est marquée par le décès de Walt Disney le 15 décembre 1966.

## Résumé
L'événement le plus marquant est le décès de Walt Disney le 15 décembre 1966.
Une filiale Walt Disney Productions (Canada) Ltd. est fondée en 1966 pour la gestion des intérêts au Canada. L'entreprise fait 116 millions d'USD de chiffres d'affaires pour l'année 1966.

### Productions audiovisuelles
En février 1966, le premier moyen métrage issue des droits de Winnie l'ourson sort en salle Winnie l'ourson et l'Arbre à miel.
Initialement prévu comme un téléfilm, le film Le Prince Donegal tourné au Royaume-Uni aux Pinewood Studios sort en salle en octobre.

### Parcs à thèmes et loisirs
En mai 1966, dans le contexte de la préparation de l'Exposition universelle de 1967, les producteurs cinématographiques québécois protestent contre l'attribution de contrats à des groupes américains. L'un des contrats concerne une licence de 1,25 million de CAD payée par Bell à Walt Disney Productions pour l'usage de la technologie Circle-Vision 360°.
À la fin de la Foire internationale de New York 1964-1965, les attractions sont déménagées à Disneyland, et l'attraction It's a Small World ouvre fin mai,.
Du côté du Projet X en Floride, plusieurs filiales de Disney demandent la création du Reedy Creek Drainage District en mars 1966 et il devient un organisme privé officiel d'aménagement du territoire en mai. Fin septembre 1966, la Latin-American Development and Management Corporation, Ayefour Corporation (un jeu de mots sur l'Interstate 4), Tomahawk Properties, Reedy Creek Ranch, et Bay Lake Properties, toutes des sociétés déclarées en Floride, fusionnèrent avec la Compass East Corporation. Ce sont des sociétés écrans ayant acheté les terrains de Walt Disney World Resort et la Compass East Corporation se renommera l'année suivante en Walt Disney World Company.
Le 19 septembre 1966, une conférence de presse est organisée avec le gouverneur de Californie Edmund Brown pour annoncer le projet Disney's Mineral King Ski Resort. Bob Allen est nommé responsable du projet et le gouverneur annonce la construction d'une autoroute jusqu’à l'entrée de la vallée autrement quasiment inaccessible.

### Autres médias
La production de bande dessinées bats son plein au sein du contrat liant Disney Publishing et Western Publishing, les comics étant distribués depuis 1962 par Gold Key Comics. En janvier 1966, Gold Key lance la publication Walt Disney Presents Zorro, qui est une republication du numéro de février 1958 de Four Color de Dell Comics.
Publications Gold Key Comics
- Donald Duck
- Mickey Mouse
- Uncle Scrooge
- Walt Disney's Comics and Stories
- Walt Disney Presents Zorro

Carl Barks prend sa retraite mais si des histoires sont publiées l'année suivante et qu'il participe à quelques autres jusqu'à sa mort en 2000 à 99 ans.

### Futures filiales
Le 12 janvier 1966, American Broadcasting Company commence la diffusion de la série Batman avec Adam West.
Le 27 avril 1966, le directoire d'ABC approuve le projet de fusion avec International Telephone and Telegraph (ITT). La FCC approuve la fusion le 21 décembre 1966 mais la veille, le département américain de la justice via Donald Turner, responsable de la section antitrust, émet des doutes comme ceux liés au marché émergeant de la diffusion par câble.

## Événements

### Janvier
- 1er janvier 1966, publication du premier numéro de Walt Disney Presents Zorro par Gold Key Comics[12]
- 12 janvier 1966, début de la série Batman avec Adam West sur ABC [13]

### Février
- 4 février 1966, 
  - Sortie du moyen métrage Winnie l'ourson et l'Arbre à miel[3]
  - Sortie du film Quatre Bassets pour un danois aux États-Unis[16]

### Mars
- 11 mars 1966, plusieurs sociétés propriétaires terriens (cf. Walt Disney World Company), toutes des filiales de la Walt Disney Company, pétitionnèrent auprès de la cour de circuit du 9e circuit judiciaire de Floride, qui gère les comtés d'Orange et d'Oceola, afin de faire créer le Reedy Creek Drainage District (district pour le drainage de Reedy Creek) sous la tutelle du chapitre 298 des statuts de l'État de Floride.
- 19 mars 1966 : Ouverture de Primeval World dans l'attraction Disneyland Railroad à Disneyland[17]

### Avril
- 27 avril 1966, 
  - le directoire d'ABC approuve le projet de fusion avec International Telephone and Telegraph (ITT)[14]
  - Décès de Jesse Marsh, scénariste et auteur de comics

### Mai
- 13 mai 1966, Le Reedy Creek Drainage District devient un organisme privé officiel d'aménagement du territoire
- 28 mai 1966, Ouverture de l'attraction It's a Small World à Disneyland[7],[8]

### Juillet
- 24 juillet 1966, Inauguration de la zone New Orleans Square à Disneyland
- 29 juillet 1966, Sortie du film Lieutenant Robinson Crusoé aux États-Unis[18]

### Septembre
- 5 septembre 1966, Fermeture des attractions Astro Jets et Flying Saucers à Disneyland[19]
- 19 septembre 1966, conférence de presse dévoilant le projet Disney's Mineral King Ski Resort[9].
- 30 septembre 1966, Fusion des sociétés écrans ayant acheté les terrains de Walt Disney World Resort en Compass East Corporation, future Walt Disney World Company

### Octobre
- 1er octobre 1966, Sortie du film Le Prince Donegal aux États-Unis[20],[4]

### Décembre
- 1er décembre 1966, Sortie du film Demain des hommes aux États-Unis[21],[22]
- 15 décembre 1966, Décès de Walt Disney[23],[24]
- 20 décembre 1966, le département américain de la justice via Donald Turner, responsable de la section antitrust, émet des doutes sur la fusion ABC-ITT[15]
- 21 décembre 1966, la Commission fédérale des communications (FCC) approuve la fusion ABC-ITT[15].